# Zobnik (glas)
Zóbnik ali dentál je v jezikoslovju soglasnik z izgovornim mestom ob zobeh; tvorjeni so z vrhom jezika ob sekalcih. V slovenščini so zobniki nezvočniški glasniki t – d, c, s – z.